# アリシア・ベイ＝ローレル
アリシア・ベイ＝ローレル（Alicia Bay Laurel, 1949年 - ）は、アメリカ合衆国カリフォルニア州の女性アーティスト・作家・ミュージシャン。ナチュラルライフを提唱している。

## 略歴
ロサンゼルスの有名な整形外科医である父のポール・カウフマンと彫刻家の母のヴェルナの間に生まれ、裕福な家庭に育つ。母の影響からボヘミアンな生き方に憧れ、高校を卒業するとヒッチハイクで全米を旅して回り、カリフォルニア北部の漁港オクシデンタルから内陸に16キロメートル入った小さな森の中にあったウィラーズ・ランチというコミューンに辿り着いた。
ウィラーズ・ランチは非暴力主義、人やモノを損なわないという信条とし、当時百人ほどの自由を求める人々が畑を作り、牛や馬を飼って暮らした共同体であり、ヒッピーカルチャーを牽引する存在の1つとして熱狂的に受け入れられた。
そこでの生活から自然の中で生きることの手引き書『地球の上に生きる』（原題：Living On The Earth）を1970年に上梓し、アメリカで多くの読者を生んだ。その後、世界中で翻訳が発売されて日本でも1972年に草思社より訳書が刊行され、5万部のベストセラーになった。特に日本では愛読者を生み続け、30年以上定期的に増刷されている。2009年には総発行部数が8万部を超えた。
シンプルライフを提唱する姿勢は現在も変わらず、文章やイラスト、音楽でその思想を伝え続けている。
日本には1973年に日本語版エディションの発売に伴い、出版社の招きにて来日。近年のエコムーブメントより再発見され、ap bankがプロデュースをする環境と暮らしを考えるプロジェクトkurkkuの企画で原画展やライヴイベントを行うなど、数度の来日を果たしている。

## 主な作品
書籍
- Living On The Earth（原語版）
- 地球の上に生きる（草思社）翻訳者：深町眞理子
- 太陽とともに生きる（草思社）翻訳者：深町眞理子